# Имение Марии Бродской
Имение Марии Бродской (укр. Маєток Марії Бродської) — памятник архитектуры местного значения в Печерском районе Киева. Охранный номер 408. Имение расположено по улице Институтская, 26.

## Описание
Построено по проекту архитектора Евгения Ермакова в стиле модерн. Дом кирпичный, с подвалом. Одноэтажный по фасаду, двухэтажный с стороны переулка Виноградный. Дом горел в сентябре 1941 года. был утрачен декор интерьеров, изменена планировка. В 1998 году в доме были заменены оконные рамы.

## История
На месте этого особняка была усадьба, которая с 1873 года принадлежала Уильяму Иосифовичу Сионе, кассиру в Киевском частном коммерческом банке. В 1878 году он был сослан в Сибирь за хищение денег. Его жена, Луиза Степановна, вынуждена была продать усадьбу, которая уже в 1880-х принадлежала Елизавете Ивановне Богородицкой, жене подполковника. Богородицкие владели усадьбой до середины 1890-х годов. 11 ноября 1904 её приобрел Николай Иванович Антонов, статский советник. Именно он в 1905 году построил существующий особняк.
В 1913 году имение купила Мария Зельманивна (Соломоновна) Бродская. Она жила в имении с детьми — Александром-Соломоном, Яковом и Бертой. В имении семья жила до декабря 1919 года; в 1920 году состоялась национализация. В 1927 году здесь жил П. Е. Блинов, комендант города Киева. В советское время здесь был детский сад, затем — военная часть.